# Amurskie Tigry Chabarowsk
Amurskie Tigry Chabarowsk (ros. Амурские Тигры Хабаровск) – rosyjski klub hokeja na lodzie juniorów z siedzibą w Chabarowsku.

## Historia
Od 2010 drużyna występuje w rozgrywkach juniorskich MHL.
Zespół działa w strukturze klubu Amur Chabarowsk z seniorskich rozgrywek KHL.

## Szkoleniowcy
- Michaił Komarow (2010-2011)[3]
- Jurij Kaczałow (2011-2014)[4][5][6]
- Walerij Dawletszyn (2014-2015)[7]
- Aleksandr Kaszczejew (2015-2016)[8]
- Walerij Dawletszyn (2016-2017)[9]
- Jurij Fimin (2017-2018)[10]
- Andriej Kisielow (2018-2019)[11][12]
- Aleksandr Juńkow (01.01.2020-)[13][14]
- Anatolij Stiepanow (2021-2022)[15]
- Konstantin Bogdanowski (2022-)[16]

W październiku 2020 do sztabu wszedł trener Dmitrij Tarasow, odpowiedzialny za pracę z napastnikami.

## Sukcesy
- Pierwsze miejsce w Dywizji Srebrnej (Zachód) w sezonie zasadniczym MHL: 2024